# Sant'Andrea del Pizzone
Sant'Andrea del Pizzone è la frazione più popolosa del comune di Francolise in provincia di Caserta. Forma un unico agglomerato urbano con la frazione Ciamprisco

## Storia
La storia di Sant'Andrea del Pizzone è molto antica, probabilmente è stata fondata sopra l'antica città romana di “Urbana”, sorta sull’Appia Antica.
Sono stati ritrovati, nei pressi delle campagne che circondano il Paese varie tombe, monete e resti di case. Probabilmente doveva essere nato come un piccolo paese di agricoltori, ma non mancavano anche i ricchi padroni.
Infatti, i ritrovamenti sono stati perlopiù di pietre, anfore e resti di tombe, ma si sono trovati anche molti resti di intonaci colorati ed alcuni pezzi di affreschi perfettamente conservati.
Diversi storici affermano sia stata fondata dai Pelasgi, ma Plinio il Vecchio la ritiene di origine romana. Sembra che fosse una città nota anche da Silla che la trasformò in colonia romana; fu anche un punto di scambio per la vicinanza al campo Falerno, il quale si estendeva alla destra del Savone e fu famoso per la grande produzione del vino Falerno(Falernum), citato perfino da Orazio, Cicerone, Virgilio e Catullo.
Recenti rinvenimenti archeologici hanno permesso di identificare la fondazione della città di Urbana all'età tardo repubblicana, rimasta indipendente fino all’età Augustea, quando fu assorbita alla più importante Capua.
I corsi d’acqua che bagnano Sant'Andrea del Pizzone sono: il Savone, la Cavata, il Rio Lanzi e l’Agnena. Il Savone è il più importante e segue il confine di tutto il comune con Carinola e Teano. Nel “Campo Stellato”, territorio posto a destra dell’Appia al di là del fiumicello Saone, si fermò Annibale che guidò l’esercito cartaginese contro quello romano, guidato da Fabio Massimo, detto il Temporeggiatore(cunctator), distruggendo tutte le colonie e le ville. Vi si rifugiarono anche gli schiavi di Spartaco che si ribellarono a Roma e catturati furono impiccati, lungo l’Appia.
Nel 59 a.C., con la legge Giulia, Cesare suddivise l’intero Campo Stellato ai suoi legionari nonostante fosse infertile e paludoso: il suo nome fu dato proprio per il fatto che, negli acquitrini, si specchiavano le stelle.
Dopo la caduta dell’Impero Romano, il territorio subì diverse dominazioni: Vandali, Goti, Franchi, Normanni, Svevi, Angioini, Aragonesi.

## Monumenti e luoghi d'interesse
- Chiesa San Germano

Completamente rifatta nel 1970, vanta un'antica tradizione come si desume dalla "tassa decimarum antiqua" del 1375 dove appare ricordata con il nome di Sancti Germani de Pizzone; la sua demolizione ha cancellato per sempre la possibilità di avere maggiori notizie su questo edificio di culto.
- Chiesa Santa Maria delle Grazie (nuova)

Il Granata nel 1776 conosce in S.Andrea solo una chiesa parrocchiale, che per esclusione non può che essere questa.
- Chiesa Santa Maria delle Grazie (vecchia)

Tra le chiese è quella che suscita maggiore interesse in ragione dei pregiati affreschi in essa conservati. Sorge tra le vie comunali Chiesa Vecchia e via Benedetto Croce. Costituita da una semplice aula, coperta da un tetto a doppio spiovente, il piano pavimentale è su due livelli quasi a demarcare l'area presbiteriale (rialzata) oltretutto delimitata da un arcone in muratura. Le mura che delimitano lo spazio riservato ai fedeli risultano asimmetriche rispetto al presbiterio la qual cosa fa ritenere che si è giunti all'attuale assetto architettonico non in modo organico ma attraverso l'ampliamento di un'originaria chiesetta. La parete sinistra presenta tre archi a tutto sesto tompagnati. Il campanile è posto al centro della facciata e poggia su tre piccoli e grezzi arconi.

## Eventi, ricorrenze e feste tipiche
- 2 luglio - Fiera in onore di Maria SS. delle Grazie
- 8 settembre - Festa patronale in onore di Maria SS. delle Grazie
- Prima domenica di ottobre - Festa patronale in onore di San Germano

| Controllo di autorità | VIAF (EN) 242318769 |